# Ad Pontem (Britannien)
Ad Pontem war eine römische Siedlung in Britannien beim heutigen Dorf Thorpe, südlich von Newark-on-Trent. Der Ort lag am Fosse Way, also auf der Straße von Ratae Corieltavorum (Leicester) nach Lindum Colonia (Lincoln). Der Name des Ortes ist im Itinerarium Antonini überliefert und deutet an, dass es dort eine Brücke über den Trent gab, der sich westlich der Siedlung befand.
Die Reste der antiken Siedlung sind heute nicht überbaut. Anhand von Luftphotographien und einigen wenigen Ausgrabungen kann man sich eine gewisse Vorstellung vom Charakter des Ortes machen. Es gab eine keltische Vorgängersiedlung. Die ersten römischen Reste stammen von einem Militärlager aus claudisch-neronischer Zeit. In flavischer Zeit wurde das Lager aufgegeben und es entstand eine Zivilsiedlung aus Holzbauten entlang der Straße, an der auch das Lager stand. Diese Siedlung erhielt im 2. Jahrhundert eine Stadtmauer. Es fanden sich Reste eines Steinbaues, der teilweise Wandmalereien aufwies. Vielleicht handelte es sich um ein Mansio. Die Siedlung war bis ins 4. Jahrhundert bewohnt.